# Castalius hamatus
Castalius hamatus är en fjärilsart som beskrevs av Moore 1881. Castalius hamatus ingår i släktet Castalius och familjen juvelvingar. Inga underarter finns listade i Catalogue of Life.

## Bildgalleri

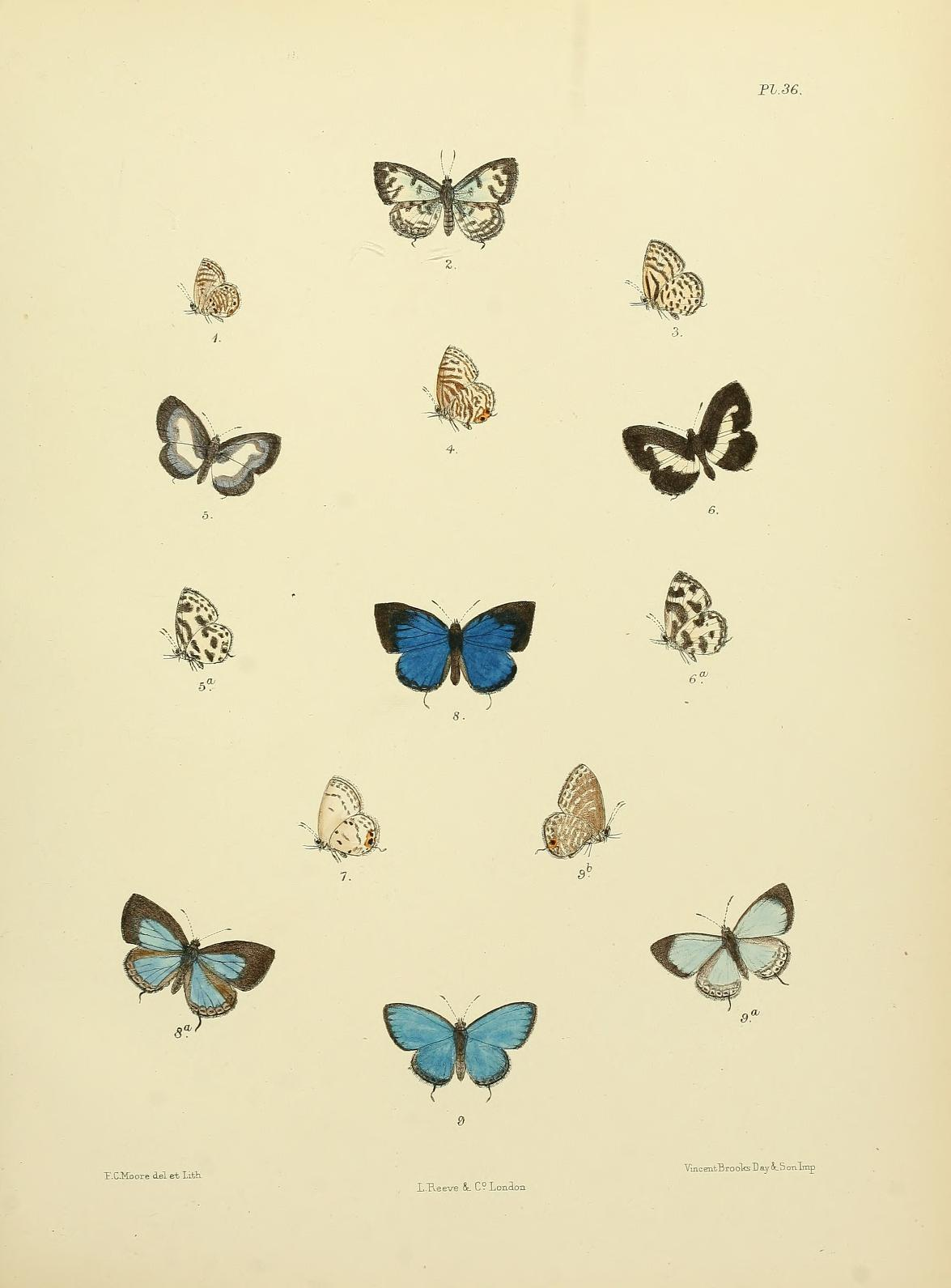